# Echinomya monticola
Echinomya monticola là một loài ruồi trong họ Tachinidae.